# Edelštejn
Edelštejn (německy Edelstein) je zřícenina slezského hradu poblíž města Zlaté Hory v okrese Jeseník v Olomouckém kraji. Jedná se o jeden z největších slezských hradů, ze kterého však zůstaly do dnešního dne jen malé zbytky zdiva. Podle plánu hradu zakresleného v roce 1936 Herbertem Weineltem byly rozměry hradu 120x65 metrů a navíc byl obklopen kruhovými příkopy.
Pozůstatky hradu jsou chráněny jako kulturní památka.

## Historie
Hrad patrně založil český panovník k ochraně blízkých zlatých dolů. Hrad se poprvé výslovně uvádí 2. září 1281, kdy ho drželi bratři Otta a Oldřich z Linavy. Ti odsud podnikali loupežné výpravy do vratislavského biskupství, proto byli vyzvání Mikulášem I. Opavským k vydání hradu. Mikulášův bratranec – vratislavský biskup Jindřich podnikl vůči Edelštejnu trestnou výpravu a hrad v dubnu 1285 dobyl. Poté dostal hrad do zástavy biskup jako náhradu škod způsobených předchozí posádkou hradu. Od roku 1339 byl hrad v majetku českého krále Jana Lucemburského, ale roku 1361 ho vrátil Karel IV. opavským knížatům. Roku 1440 dostal Edelštejn do zástavy opolský kníže Bolek V. zvaný Heretik, o pět let později hrad vyhořel. Kníže Bolek ho však nechal opravit a v roce 1465 ho postoupil Jiřímu z Poděbrad, který z Edelštejna vytvořil husitskou oporu proti katolickému Slezsku. Hrad byl však roku 1467 dobyt a pobořen vojenskou výpravou vratislavského biskupa. Od té doby již nebyl obnoven.
V roce 1904 byla zřícenina odlesněna. Zároveň byla vybudována přístupová pěšina, kterou lemovaly lavičky.

## Archeologické nálezy
V roce 1944 našel učitel Schubert a skupina dalších lidí ze Zlatých Hor hřebíky, hroty šípů a kladiva pod kořeny vyvráceného buku. V roce 1982 nalezl Frobel zvířecí zuby a zbytky střepů, nejstarší z nich pocházely ze 13. století. Ty dnes můžete vidět v muzeu města Bietingeim.